# LD Literatura dibujada
LD, subtitulada Literatura dibujada, fue una revista sobre historietas publicada en la Argentina en 1968, bajo la dirección de Óscar Masotta. Aunque de corta duración (3 números entre noviembre de 1968 y enero de 1969) destacó por ser la primera publicación científica del país compuesta de ensayos, comentarios y crítica sobre historieta. Algunos ejemplares se distribuyeron en España en 1969 dando así a conocer obras maestras como Mort Cinder.

## Trayectoria
La revista se anunció en la Primera Bienal Mundial de la Historieta, organizada por el Instituto Di Tella de Buenos Aires en octubre de 1968, apareciendo su primer número un mes después. En dicho número se analizaban Flash Gordon y Valentina.